# Europtron atlanticum
Europtron atlanticum är en skalbaggsart som beskrevs av Bezdek, Kral, Keith och Marc Lacroix 1999. Europtron atlanticum ingår i släktet Europtron och familjen Melolonthidae. Inga underarter finns listade i Catalogue of Life.